# 梅爾克修道院圖書館
梅爾克修道院圖書館（德語：Stiftsbibliothek Melk）位於奧地利維也納世界文化遺產瓦豪河谷內的梅爾克修道院。梅爾克修道院於1089年落成，同年，來自蘭巴赫修道院的本篤會修士帶來大量的書物，成就了圖書館的設立。18世紀初，修道院的院長決定為圖書館建設獨立的建築物，因此具巴洛克風格的圖書館應運而生。圖書館內天花的壁畫由奧地利書家保羅·特羅格所繪，四周圍繞象徵賢明、公正、勇氣和節度的天使，門口又擺放了代表宗教、哲學、醫學和法律的雕像。圖書館藏書眾多且歷史久遠，所以收藏了大量珍貴的抄本和搖籃本。